# Butler (Illinois)
Butler – wieś w Stanach Zjednoczonych, w stanie Illinois, w hrabstwie Montgomery.